# フェリーなみのうえ
フェリーなみのうえはマルエーフェリーが運航していたフェリー。

## 概要
波之上丸（3代目）の代船として林兼船渠で建造され、1994年6月に就航。波之上丸（初代）から通算して4代目にあたる。就航直後には、映画『ゴジラvsスペースゴジラ』（1994年）の撮影にも用いられた。
後継船のフェリー波之上の就航により、2012年10月2日に引退した。
その後、スクラップ同然として8億円程度で韓国の清海鎮海運に売却され、客室増設などの無理な改造を経て「SEWOL（セウォル、세월）」として仁川 - 済州島航路に就航するが、2014年4月16日に観梅島沖で転覆沈没し、死者299人・行方不明者5人の大事故となった。

### 航路
鹿児島航路
- 鹿児島港（新港） - 奄美大島（名瀬港新港地区） - 徳之島（亀徳港） - 沖永良部島（和泊港） - 与論島（与論港） - 本部港 - 那覇港（那覇ふ頭）

就航当初はフェリーあけぼの（初代）、2003年2月以降はフェリーあかつき、2008年7月以降はフェリーあけぼの（2代目）と2隻で2日に1便を運航していた。

## 設計
右舷船首部と両舷船尾にランプウェイを装備しており、トラック、乗用車などをロールオン・ロールオフ方式で車両甲板に搭載するほか、船首甲板がコンテナスペースとなっており、コンテナをデリックによるリフトオン・リフトオフ方式で搭載する。

## 船内

### 船室
- 1等
- 2等

### 設備
パブリックスペース
- 案内所
- エントランス

供食・物販設備
- レストラン
- 売店

入浴設備
- 浴室

娯楽設備
- ゲームコーナー